# José Luis García García
José Luis García García (Bustiello, Mieres; 1941-Madrid, 2020) fue un antropólogo y catedrático universitario español. Fue importante su labor de investigación sobre los comportamientos sociales, partiendo de sus dimensiones cognitivas-simbólicas. Asimismo, su interés por el mundo rural le llevó a una gran producción de obras monográficas y artículos sobre el mundo minero asturiano.

## Trayectoria profesional
Hijo de un facultativo de minas,[cita requerida] se formó en antropología en Alemania, como consecuencia de la falta de institución de la antropología en España y, por ende, la ausencia de profesionales del sector para dirigirle tesis. Tras su vuelta a España se graduó en Filosofía y Letras, en 1968, por la Universidad Complutense. Se doctoró en 1972 bajo la dirección de Luis Cencillo Ramírez.
Fue docente entre las décadas de 1970 y 1981 en la Facultad de Psicología de la Universidad Complutense y sucesivamente en la Facultad de Filosofía y Letras de la misma universidad, como profesor Agregado Numerario en antropología hasta 1990. En 1983 fue nombrado Catedrático de Universidad y, en 2011, Catedrático Emérito.
A partir de 1990 se incorporó al Departamento de Antropología Social de la Facultad de Ciencias Políticas y Sociología.
Participó como miembro en el consejo editorial de la Revista de Antropología Social siendo sucesivamente director de la misma en 2007.
Formó parte del Grupo de investigación Antropología de las Políticas Sociales y Culturales de la Universidad Complutense.
En los años setenta realizó trabajos de campo en Asturias, muchos de los cuales en el Occidente asturiano y en las cuencas mineras.

## Obras
José Luis García García publicó en 1976 su primera obra llamada Antropología del territorio. La monografía toca el problema de la territorialidad en el estudio de las relaciones socioculturales. Se entiende el territorio como elemento principal en las interacciones humanas. Se enfatiza en el patrón cultural que existe entre el medio ambiente y la actividad, a su vez, se critica la reducción del territorio a una cuestión meramente cartográfica.
A finales de los años de 1980, realizó sus primeros estudios centrados en el contexto de su tierra natal, Asturias. En 1987 publicó el artículo «El discurso del nativo sobre su propia cultura: un análisis de un concejo asturiano».
Posteriormente, en 1996 publicó Prácticas paternalistas: un estudio antropológico sobre los mineros asturianos, obra que ofrece una mirada multidimensional y detallada en el campo de la antropología socio-cultural. Analiza el presente y el pasado a través de las huellas de la industrialización minera. La obra es fruto de un extenso trabajo de campo en zonas mineras asturianas, para la realización de dicha obra utilizó la extensa documentación de los archivos de empresas, que proporcionan, entre otras cosas, observaciones y detalles sobre la vida cotidiana y las relaciones entre la empresa y su entorno.
En 1997, en el trabajo «La crisis de la minería asturiana, trabajo y espacio social en una comunidad asturiana» destacó la importancia del tiempo y el espacio como dimensiones fundamentales en la creación de esquemas culturales. Puso como ejemplo la percepción temporal de «un año» que varía en contextos agrícolas, industriales o académicos, así como, la noción de «casa».  
En 1998 publica «De la cultura como patrimonio al patrimonio cultural», en el artículo se explora la evolución del concepto de cultura como patrimonio, generando una perspectiva más inclusiva y dinámica del mismo.
En el 2000 publicó en la Revista de antropología social el artículo «Informar y narrar: el análisis de los discursos en las investigaciones de campo» en el que explora la importancia de las investigaciones de campo. Hace un inciso entre la diferencia existente en informar y narrar; el primero se equipara a la identificación objeto de los datos, mientras que el segundo es la construcción histórica y de significado, que toma vida a partir de esos datos. Además, trata la importancia de la reflexividad del investigador en relación a la actividad de analizar los discursos.
En 2002 colaboró en la publicación Los últimos mineros: un estudio antropológico sobre la minería en España, que analiza los procesos sociales asociados con la minería española en el final de su periodo industrial. Se utilizan, a modo de ejemplo, seis comunidades mineras ubicadas en áreas distintas, cada una con sus propias historias y procesos de explotación. Los temas que se estudian son los relacionados con las entidades mineras, la estructura de los hogares, las estrategías empresariales y el papel de los sindicatos.
En la publicación de 2007 «Del conocimiento antropológico y de su patrimonialización» analiza cómo el conocimiento generado por la antropología se convierte en patrimonio y cómo esto afecta a la disciplina y a las comunidades estudiadas. En este artículo se discute cómo la antropología produce conocimientos basados en la observación participante y el diálogo con las comunidades, lo que genera un tipo específico de entendimiento contextual y relacional.
José Luis García García dedicó gran parte de sus investigaciones al estudio de la minería asturiana. Entre los años 2006 y 2008 se enfocó en la prejubilación de los mineros y su impacto social.